# 21 март
21 март е 80-ият ден в годината според григорианския календар (81-ви през високосна). Остават 285 дни до края на годината.

## Събития
- 1191 г. – Целестин III става римски папа.
- 1201 г. – Българо-византийски войни: Започва Обсадата на Варна.
- 1590 г. – Персийско-османска война (1578-1590): Сключен е мирен договор, с който Персия признава османските завоевания.
- 1684 г. – Италианският астроном Джовани Доменико Касини открива Диона и Тетида – естествени спътници на Сатурн.
- 1772 г. – Създаден е окръг Нортъмбърланд в щата Пенсилвания, САЩ.
- 1798 г. – Създаден е окръг Уейн в щата Пенсилвания, САЩ.
- 1804 г. – Обнародван е Наполеоновият кодекс.
- 1844 г. – Сключен е едикт за веротърпимост в Светите земи.
- 1857 г. – При земетресение в Токио, Япония загиват над 100 000 души.
- 1871 г. – Ото фон Бисмарк e избран за Канцлер на Германия.
- 1871 г. – В имението си край Крайова е убит видният възрожденец доктор Петър Берон.
- 1871 г. – Журналистът Хенри Мортън Стенли започва своето странстване, в опит да открие мисионера и изследовател Дейвид Ливингстън.
- 1895 г. – Създаден е окръг Навахо в щата Аризона, САЩ.
- 1908 г. – Френският пилот Анри Фарман пилотира първия самолет с пасажери.
- 1909 г. – В Румъния е приет закон, задължаващ изселващите се от Северна Добруджа българи да продават земите си по занижени цени на държавата.
- 1919 г. – Създадена е Унгарската съветска република.
- 1922 г. – Приет е Закон за общ български правопис.
- 1930 г. – Извършен е първият полет на тежкия бомбардировач ТБ-3, използван от ВВС на СССР през 1930-те години и от времето на Втората световна война.
- 1933 г. – Ден на Потсдам.
- 1942 г. – Извършен е първият полет на съветски едноместен едномоторен изтребител Ла-5, използван по време на Втората световна война.
- 1945 г. – Втората световна война: България и Съветският съюз приключват успешно отбраната на северния бряг на река Драва след Дравската операция.
- 1946 г. – Първото правителство на Отечествения фронт подава оставка.
- 1948 г. – Основана е френската държавна компания RATP.
- 1953 г. – Белвю в щата Вашингтон, САЩ получава статут на град.
- 1963 г. – Затворът Алкатрас, разположен на остров в Санфранциския залив, е закрит.
- 1964 г. – Димитър Димов става председател на Съюза на българските писатели.
- 1966 г. – Поставя се началото на традиционния празник на град Кюстендил, известен като „Кюстендилска пролет“.
- 1969 г. – САЩ извършват ядрен опит на полигона в Невада.
- 1969 г. – Състои се премиерата на българския игрален филм Мъже в командировка.
- 1980 г. – Американският президент Джими Картър обявява бойкот на Летни олимпийски игри 1980 в Москва в знак на протест срещу нахлуването на СССР в Афганистан.
- 1986 г. – Георги Атанасов става министър-председател на България на мястото на Гриша Филипов.
- 1990 г. – Намибия получава независимост след 75 години управление от ЮАР.
- 1991 г. – Преустановено е награждаването с орден Георги Димитров.
- 1994 г. – Рамковата конвенция на ООН за изменението на климата влиза в сила.
- 1997 г. – Състои се премиерата на американски биографичен филм Селена.
- 1999 г. – След 478-часово пътешествие Бертран Пикар и Брайън Джоунс стават първите хора, обиколили Земята с балон.
- 2001 г. – Военният министър Бойко Ноев подписва споразумение с генералния секретар на НАТО лорд Джордж Робъртсън за преминаване на войски през българска територия и за създаване на военни бази.
- 2003 г. – Започват Битката за Ум Касър и Битката за Басра – първите битки от войната в Ирак.
- 2006 г. – Създадена е социалната мрежа Twitter.
- 2022 г. – Самолетът при полет 5735 на „Чайна Ийстърн Еърлайнс“ се разбива в Гуанси, Китай и убива всички 132 души на борда.

## Родени
- 1227 г. – Карл I Анжуйски, пръв владетел на Неаполитанско кралство († 1285 г.)
- 1685 г. – Йохан Себастиан Бах, германски композитор († 1750 г.)
- 1763 г. – Жан Паул, немски писател († 1825 г.)
- 1768 г. – Жан Батист Жозеф Фурие, френски математик († 1830 г.)
- 1806 г. – Бенито Хуарес, президент на Мексико († 1872 г.)
- 1825 г. – Александър Можайски, руски учен († 1890 г.)
- 1839 г. – Модест Мусоргски, руски композитор († 1881 г.)
- 1854 г. – Лео Таксил, френски писател († 1907 г.)
- 1867 г. – Иван Стойчев, български революционер († 1903 г.)
- 1872 г. – Димитър Думбалаков, български революционер († 1915 г.)
- 1872 г. – Христо Саракинов, български революционер († 1908 г.)
- 1875 г. – Димитър Ганчев, български революционер († 1912 г.)
- 1889 г. – Бърнард Фрайбърг, британски офицер († 1963 г.)
- 1889 г. – Иван Метев, български инженер († 1913 г.)
- 1896 г. – Аспарух Темелков, български актьор († 1964 г.)
- 1898 г. – Йордан Стратиев, български поет и дипломат († 1974 г.)
- 1909 г. – Сидония Атанасова, българска художничка († 1994 г.)
- 1913 г. – Джордж Абакасис, британски автомобилен състезател († 1991 г.)
- 1921 г. – Борис Априлов, български писател († 1995 г.)
- 1923 г. – Михаил Марков, български политик († 1951 г.)
- 1925 г. – Илда Гадеа, първата жена на Че Гевара († 1974 г.)
- 1925 г. – Питър Брук, английски режисьор († 2022 г.)
- 1927 г. – Ханс-Дитрих Геншер, германски политик († 2016 г.)
- 1928 г. – Петер Хакс, немски драматург († 2003 г.)
- 1931 г. – Блаже Ристовски, историк от Република Македония († 2018 г.)
- 1935 г. – Брайън Клъф, английски футболист († 2004 г.)
- 1935 г. – Митрополит Филарет, руски духовник († 2021 г.)
- 1940 г. – Соломон Бърк, американски соул певец († 2010 г.)
- 1941 г. – Дирк Фримаут, белгийски космонавт
- 1941 г. – Стойка Иванова, северняшка народна певица
- 1941 г. – Пласидо Доминго, испански певец
- 1942 г. – Али Абдула Салех, йеменски политик († 2017 г.)
- 1944 г. – Хилари Минстър, британски актьор († 1999 г.)
- 1946 г. – Боян Обретенов, български публицист
- 1949 г. – Славой Жижек, словенски писател
- 1950 г. – Роджър Ходжсън, британски музикант
- 1951 г. – Искра Радева, българска актриса
- 1956 г. – Нели Огнянова, български юрист
- 1958 г. – Гари Олдман, британски актьор
- 1960 г. – Айртон Сена, бразилски пилот от Ф1 († 1994 г.)
- 1960 г. – Зденка Тодорова, български журналист
- 1961 г. – Лотар Матеус, немски футболист
- 1962 г. – Матю Бродерик, американски актьор
- 1963 г. – Роналд Куман, холандски футболист
- 1967 г. – Харалан Александров, български антрополог
- 1968 г. – Благовест Стоянов, български състезател
- 1969 г. – Али Даи, ирански футболист
- 1975 г. – Марк Уилямс, уелски играч на снукър
- 1978 г. – Рани Мукерджи, индийска актриса
- 1979 г. – Ангел Джамбазки, български политик
- 1980 г. – Марит Бьорген, норвежка ски бегачка
- 1980 г. – Роналдиньо, бразилски футболист
- 1982 г. – Емилия, българска певица
- 1984 г. – Василий Гончаров, руски музикант
- 1990 г. – Иван Ранчев, български сноубордист
- 1997 г. – Мартина Стоесел, аржентинска актриса, танцьорка, певица и модел
- 1998 г. – Петър Байков, български актьор

## Починали
- 547 г. – Бенедикт Нурсийски, италиански духовник (* 480 г.)
- 1762 г. – Никола Луи дьо Лакай, френски астроном (* 1713 г.)
- 1857 г. – Уилям Скорсби, шотландски изследовател (* 1789 г.)
- 1871 г. – Петър Берон, български просветител (* 1799 г.)
- 1896 г. – Ангел Бамбалов, български революционер (* 1855 г.)
- 1902 г. – Михаил Апостолов, български революционер (* 1871 г.)
- 1905 г. – Гого Киров, български революционер (* ? г.)
- 1905 г. – Стойко Христов, български революционер (* ?)
- 1906 г. – Иванчо Карасулията, български революционер (* 1875 г.)
- 1907 г. – Мише Развигоров, български революционер (* 1873 г.)
- 1910 г. – Надар, френски фотограф (* 1820 г.)
- 1912 г. – Омил Глишич, сръбски революционер (* 1892 г.)
- 1921 г. – Ростислав Блъсков, български политик (* 1884 г.)
- 1926 г. – Стат Антонов, български лекар (* 1844 г.)
- 1928 г. – Мицко Солаков, български революционер (* 1890 г.)
- 1931 г. – Зигмунт Пулавски, полски пилот (* 1901 г.)
- 1933 г. – Иржи Поливка, чешки лингвист (* 1858 г.)
- 1933 г. – Константин Груев, български революционер (* 1869 г.)
- 1934 г. – Георги Пейков, български просветен деец (* 1848 г.)
- 1938 г. – Джон Бейтс Кларк, американски икономист (* 1847 г.)
- 1947 г. – Джоузеф Баркрофт, английски физиолог (* 1872 г.)
- 1953 г. – Тони Волф, швейцарски психолог (* 1888 г.)
- 1954 г. – Никола Бакърджиев, български военен деец (* 1881 г.)
- 1964 г. – Никола Диклич, хърватски музикант (* 1890 г.)
- 1970 г. – Марлен Хаусхофер, австрийска писателка (* 1920 г.)
- 1973 г. – Петър Нешев, български офицер (* 1901 г.)
- 1977 г. – Алекси Квартирников, български инженер (* 1893 г.)
- 1985 г. – Майкъл Редгрейв, английски актьор (* 1908 г.)
- 1989 г. – Чезаре Мусати, италиански математик (* 1897 г.)
- 2014 г. – Кирил Пандов, български футболист (* 1928 г.)
- 2019 г. – Стефка Кушлева, българска народна певица (* 1938 г.)

## Празници
- Международен ден срещу расовата дискриминация (по повод на полицейската стрелба срещу протестиращи жени в Южна Африка, обявен за международен ден от ООН през 1966 г.)
- Международен ден на кукления театър
- Международен ден на горите (международен), определен с резолюция на ООН, отбелязва се от 2013 г.
- Начало на годината в бахайския календар
- Ден на хората, болни от синдром на Даун
- Световен ден на добрия сън
- Световен ден на гората (отбелязва се от 1972 г.)
- ЮНЕСКО – Световен ден на поезията
- Арабски свят – Ден на майката
- Бразилия – Празник на град Америку Бразилиенси
- България, Кюстендил – Ден на пролетта в Кюстендил
- Германия – Ден на Потсдам
- Грузия – Ден на граничната охрана
- Италия – Ден на дървото
- Италия – Празник на град Норча
- Ирак – Ден на пролетта
- Лесото – Ден на засадените гори
- Малайзия – Ден на султана на Теренгану
- Намибия – Ден на независимостта (от ЮАР, 1990 г., национален празник)
- САЩ – Ден на земеделието
- Тунис – Ден на младежа
- Южна Африка – Ден на правата на човека